# 천로역정

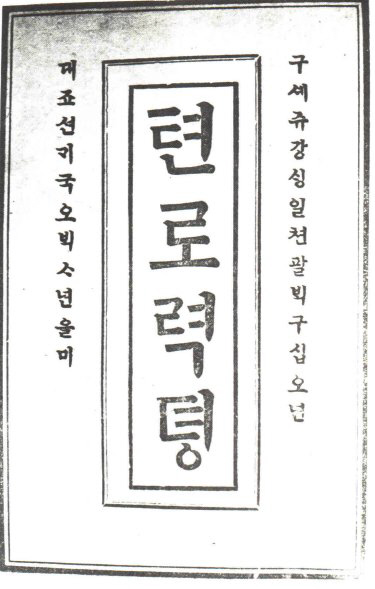
1895년, 한국어로 번역된 천로역정의 표지

《천로역정》(天路歷程, 영어: Pilgrim Progress)은 17세기 영국의 작가이자 침례교 설교가인  존 번연의 작품 중 하나이다. 등장인물의 이름을 수다장이, 게으름, 허영, 그리스도인 등으로 짓는 우화 형식의 종교 소설이다. 그리스도인(Christian)이 멸망을 앞둔 장망성을 떠나서 하늘나라를 향하여 여행하는 내용의 이야기로 구성되어 있다. 총 2부로 구성(1부는 그리스도인의 모험, 2부는 아내 크리스티아나와 자녀들의 모험)되어 있다.
이 책의 제1부는 주인공이 멸망에서 구제되어 하늘나라에 이르기까지의 고난을 주제로 하고 있는데, 저자의 생전에 이미 11판까지 나왔고 판마다 각각 1만 부씩이나 인쇄되었다. 이 부수는 당시로서는 엄청난 숫자였다. (역대 신앙 서적 중 성경 다음 가는 베스트셀러)

## 한국 전래
한국에는 1895년 캐나다 선교사이자 장로교 목사인 제임스 게일(James S. Gale·1863년~1937년)이 번역/소개하였다. 당시 외래 문학들은 중국어나 일본어 원고를 번역하여 소개되었지만 천로 역정은 영어 원고를 번역했으며, 한국 근대의 첫 번역 소설이라는 의미를 갖고 있는 소설이다. 이 소설은 최소한 100개의 언어로 벌써 번역이 되었다. 영문판과 유사하게 본문 옆에 42점의 삽화들이 있는데 풍속화가, 김준근의 『텬로력뎡』의 삽화이다.

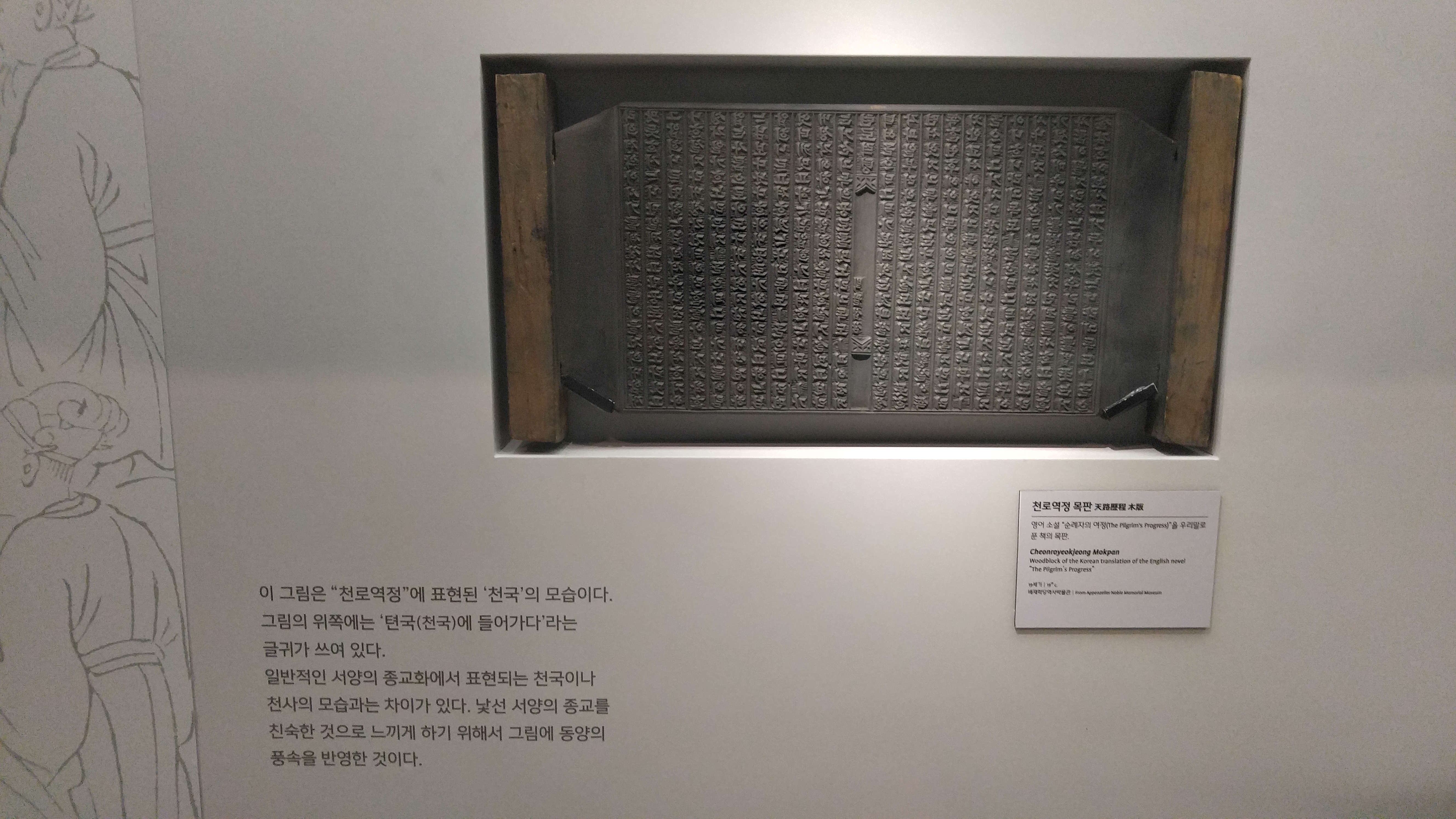
국립한글박물관에 전시된 천로역정 목판

## 특징
천로 역정은 청교도들의 신앙과 신학을 비유형식의 소설로 설명하고 있다.

## 구성
존 번연은 《천로역정》(天路歷程, The Pilgrim's Progress)을 상,하 두 권으로 나누었다. 상권은 1678년에 런던에서 출판되었으며, 하권은 1684년에 출판되었다. 버니언이 처음 투옥된 12년 동안에 저술을 시작하여, 대략 투옥 중 2째 단계에서 원고를 완성하였다. 상하권 합본은 1728년에 처음 출판되었다. 또한 1693년에 출판된 《순례자의 길》(The Pilgrim's Progress from This World to That Which Is to Come)은 1852년 재판(再版)되었다.
《천로역정》은 역사상 종교, 우화, 문학을 가장 널리 아우른 작품이자 가장 널리 번역된 작품으로, 개신교 분야에서 성경 다음으로 가장 많은 언어로 번역된 작품이다.
존 번연은 가상(假想)의 전기《악인 선생의 생과 사》(1680), 우화 《성전》(聖戰, 1682) 등 두 권의 책을 쓰기도 했다. 세 번째 책은 존 버니언의 내심을 드러내는 생명과 준비를 보여주는 《은혜 충만한 예비 죄수》（1666）이다. 존 번연의 인생을 불사를 자서전적 책으로서, 원본은 사람들에게 뜨거운 감격을 줄 뿐만 아니라, 크리스챤에게 은혜의 개념이 무엇인지 드러내고자 쓴 책이며, 비슷한 경험을 한 사람들에게 위로와 희망을 준다.

## 한국어 번역
- 정덕애 옮김, 을유문화사, 2020년 5월 30일